# Казанджиев, Васил
Васи́л Ивано́в Казанджи́ев (болг. Васил Казанджиев; род. 10 сентября, 1934, Русе, Болгария) — болгарский композитор, дирижёр и педагог.

## Биография
Ученик Панчо Владигерова и Константина Илиева (композиция). В 1957 году окончил Национальную музыкальную академию «Проф. Панчо Владигерова». В том же году становится дирижёром Софийской народной оперы. В 1962-1977 годах дирижёр камерного ансамбля «Софийские солисты». В 1978 году становится дирижёром симфонического оркестра Болгарского радио и телевидения. Много гастролировал (с 1968 года в СССР). Был первым дирижёром исполнения многих болгарских опер. Писал музыку к кино.

## Сочинения
- 1957 — «Симфония тембров» / Симфония на тембрите
- 1957 — «Дивертисмент» для малого оркестра /
- 1968 — «Строфы» для флейты, скрипки и фортепиано / Строфи
- 1970 — «Апокалипсис» для камерного оркестра / Апокалипсис
- 1970 — «Живые иконы» / Живите икони. Възхвала на Софийската крипта
- 1971 — «Картины Болгарии» / Картини от България
- 1972 — «Праздничная музыка» / Празнична музика (Псалми и ритуали)
- 1977 — «Эпизоды» для клавишных, арфы и ударных / Епизоди
- Диалоги» для флейты и арфы /

## Награды
- 1972 — Димитровская премия
- 1980 — Народный артист НРБ
- 2006 — Орден «Святые Кирилл и Мефодий» на цепи[1]